# Paraclius affinis
Paraclius affinis är en tvåvingeart som beskrevs av Robinson 1975. Paraclius affinis ingår i släktet Paraclius och familjen styltflugor.
Artens utbredningsområde är Dominica. Inga underarter finns listade i Catalogue of Life.